# クリスマスアカガニ
クリスマスアカガニ（学名：Gecarcoidea natalis）は、オカガニ科に属する地上性のカニの一種である。インド洋のクリスマス島とココス諸島の固有種である。分布域は限られているが、クリスマス島だけでも数千万個体が存在し、繁殖期の大移動は島の名物となっている。

## 形態
かなり大型で甲幅116mmに達する。傷ついて再生した場合を除き、鋏は通常左右対称である。通常は、雄は雌より体や鋏が大きい。成体雌は3歳を超えると、腹部の幅が雄より明瞭に広くなる。体色は一般的には鮮やかな赤であるが、橙色になる個体もあり、さらに稀な例では紫の場合もある。

## 生態

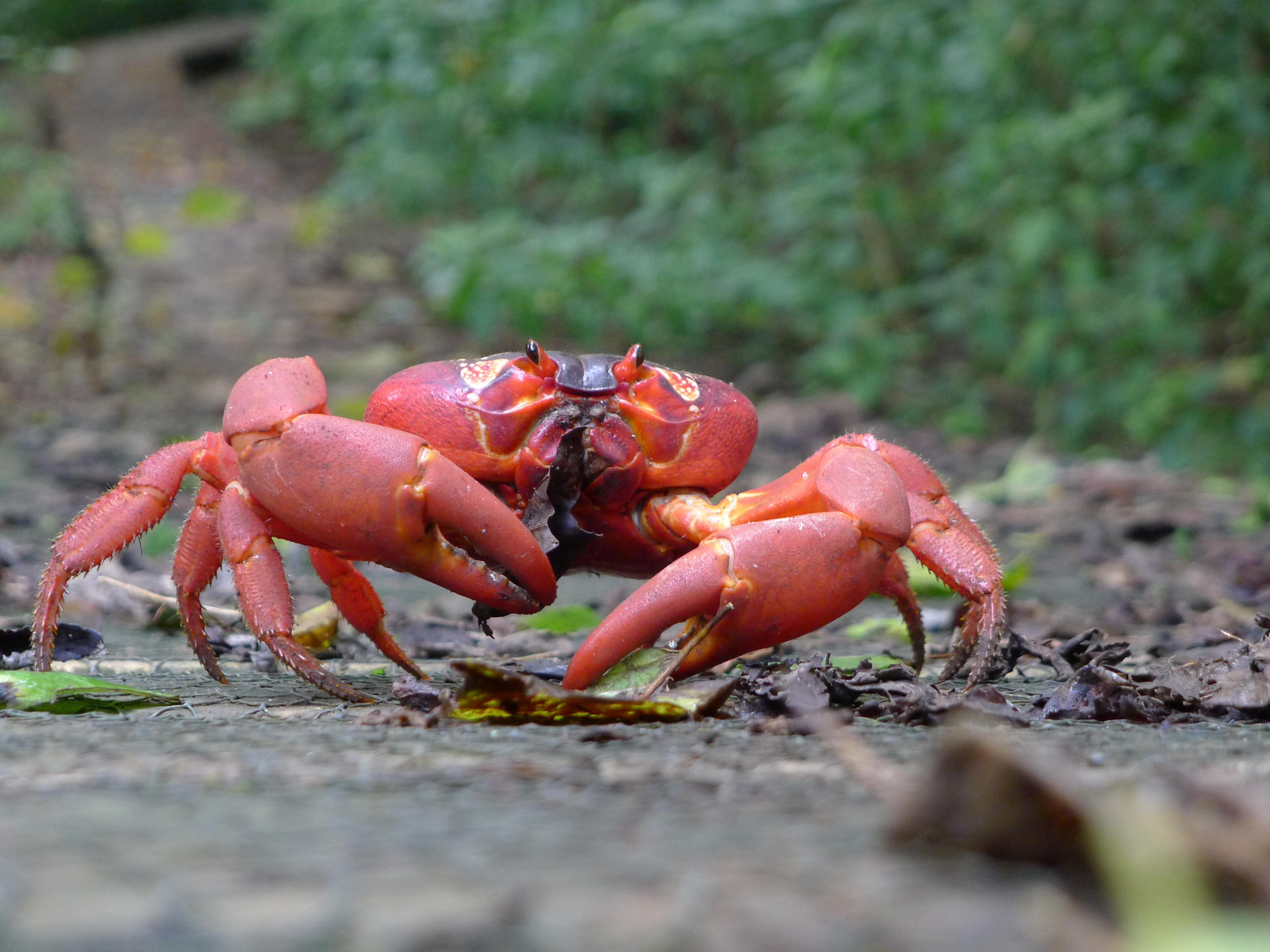
落ち葉を食べる個体

ほとんどの地上性カニと同様に鰓を呼吸に用いているため、体の湿度を保つ必要がある。昼行性ではあるが乾燥を防ぐために直射日光は避ける。夜間は低温で高湿度環境であるが、本種はこの時間帯にはほぼ全く活動しない。また、乾燥を避けるために巣穴を掘り、1年間同じ穴を使い続ける。乾季には巣穴の口を落ち葉の塊で塞いで湿度を保ち、雨季の到来までの3ヶ月をその中で過ごす。繁殖期を除いては単独性で、巣穴への侵入者には防御行動を行う。
雑食性である。主に落ち葉・果実・花・子葉などを食べるが、同種個体を含む動物の死骸やごみも利用する。外来種であるアフリカマイマイも餌となる。島内の林床における優占種であり、事実上餌を巡る競争はなかった。

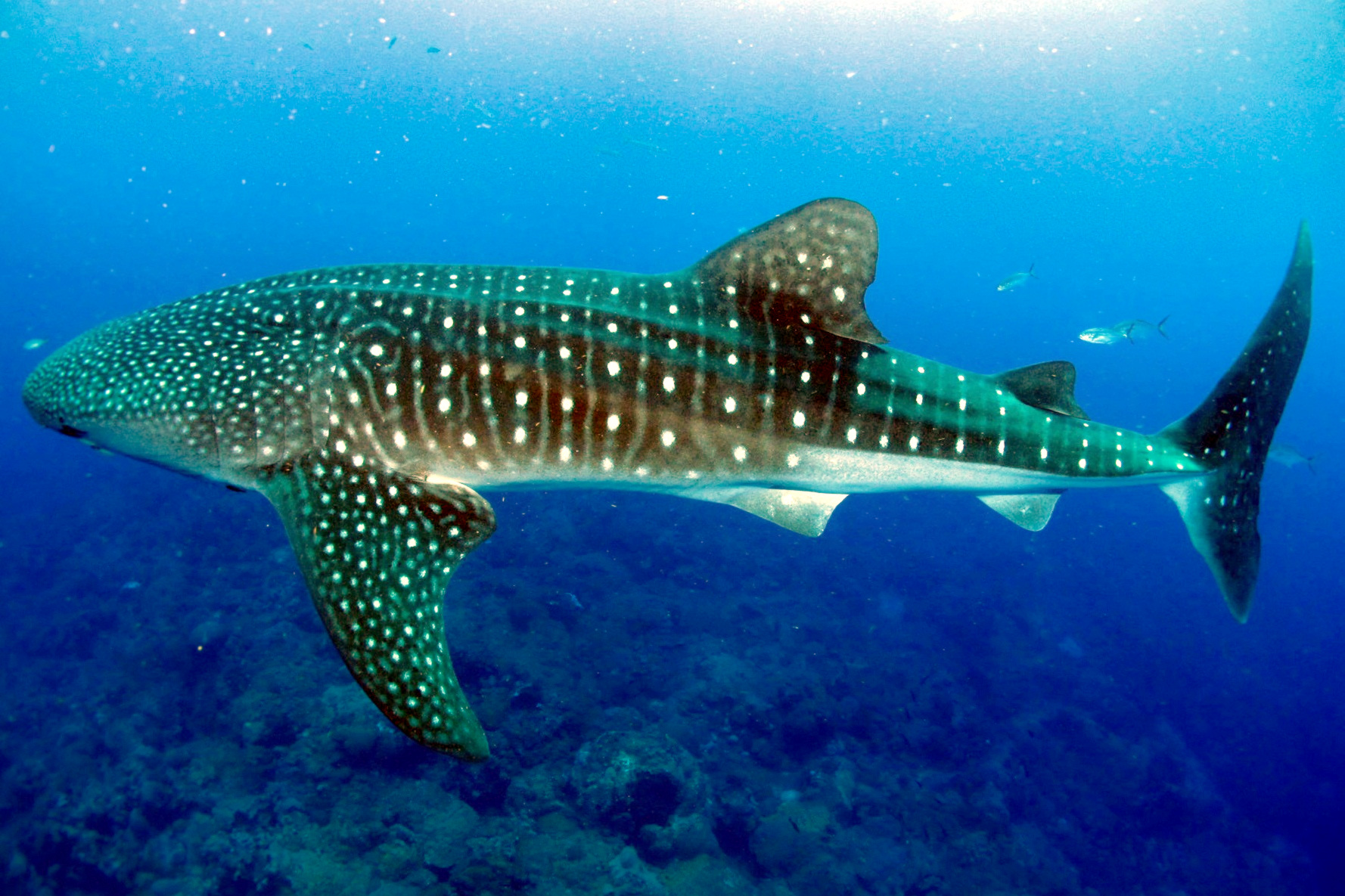
ジンベエザメのような濾過摂食動物は数少ない天敵の一つである。

初期の入植者は本種についてあまり言及していない。これは、1903年に絶滅した在来の哺乳類、ブルドッグネズミ(クリスマスジネズミ)が本種の個体数を抑制していたためだと考えられる。1993-1995年の調査では、成体の密度は0.09–0.57個体/m2という結果が得られ、島全体の推定個体数は4370万と計算された。クリスマス島において成体に天敵は存在しなかったが、1990年代から、アフリカから移入されたアシナガキアリが爆発的に個体数を増大させて天敵となっている。このアリは島内のカニの1/3-1/4にあたる1000-1500万個体を捕食し、これによる死亡も含め、種間競争によって1500-2000万個体の本種個体を排除したと考えられる。本種の繁殖期にはオニイトマキエイ・ジンベエザメなどの大型濾過摂食者が島の周囲に集まり、放出される大量の幼生を捕食する。

## 繁殖
ほとんどの期間を森林内で過ごすが、繁殖は海岸に出て行う。雨季の始まり（10-11月）に本種は活動を増加させ、海岸への移動に備える。移動のタイミングは月の朔望によって決定され、移動が始まるとそれまで用いた巣穴は放棄される。移動には最低でも1週間かかる。通常は雄の方が先に海岸に到着して穴を掘り、他の雄を穴の周囲から追い払う。交尾は穴の中か周辺で行われる。雄はすぐに森林に戻るが、雌は穴の中で2週間ほど抱卵する。孵化の直前に雌は穴を離れ、卵を海に放出する。これは下弦の月の満潮時に正確に一致している。その後、雌も森林に戻る 。
卵は海水に触れるとすぐに孵化し、無数の幼生が雲のように波間に漂う。幼生は外海へと流され、3-4週間にわたって漂いながら数回の脱皮を繰り返し、最終的にエビに似たメガロパ幼生となる。この幼生は海岸に集まり、1-2日かけて甲幅5mm程度の稚ガニへと変態する。稚ガニは海岸を離れ、9日ほどかけて島の中心部へと辿り着き、その後3年ほどは林床の岩や倒木・枝などの下に隠れて過ごす。成長は遅く、性成熟して毎年の繁殖行動を始めるのは4-5歳である。若いうちは複数回の脱皮を行うが、成熟すると脱皮は年1回となる。脱皮は巣穴の中で行われる。

## 人との関わり
繁殖期の移動中には、最大で3-4本の島内の道路を横切ることになる。これは車両による頻繁なロードキルを招き、堅い外骨格がタイヤを傷つけることによる交通事故も起きている。カニと人双方の安全を守るため、地元の自然保護官はカニが安全に海岸に辿り着けるよう努めている。交通量の多い道路に沿って"crab fences"と呼ばれるアルミ製の柵が設置され、これは"crab grids"と呼ばれる小さな地下道にカニを誘導するようになっている。近年では住民もカニの存在に寛容となってきており、繁殖期には運転を慎重に行ってカニへの被害を最小限とするよう努力している。
カニは雑食性であるため人間は通常食用にしない。